# Mesa

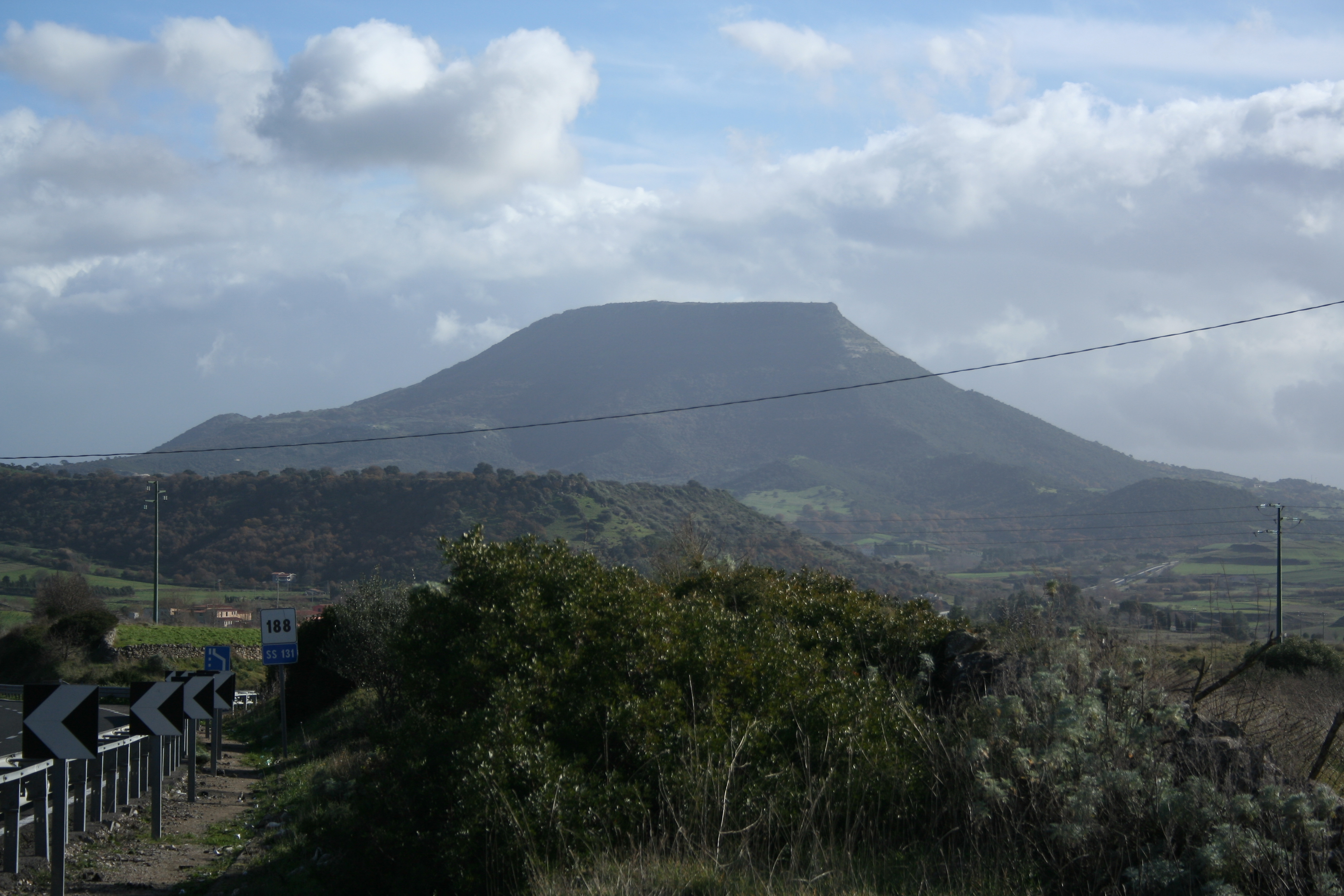
La mesa di Monte Santo, Siligo, in Sardegna

In geomorfologia la mesa è una superficie rocciosa sopraelevata con la cima piatta e le pareti molto ripide, originatasi per erosione differenziale. Il nome trae origine dalla forma simile alla superficie di un tavolo (mesa significa "tavolo" in spagnolo, portoghese e sardo). 
È una formazione geologica tipica degli Stati Uniti d'America occidentali e del Messico. Altre mesa si trovano in Venezuela, Spagna, in Sardegna, in Nord e Sud Africa, Arabia, India e Australia. La mesa più grande sulla Terra è la Grande Mesa del Colorado occidentale negli Stati Uniti.

## Formazione

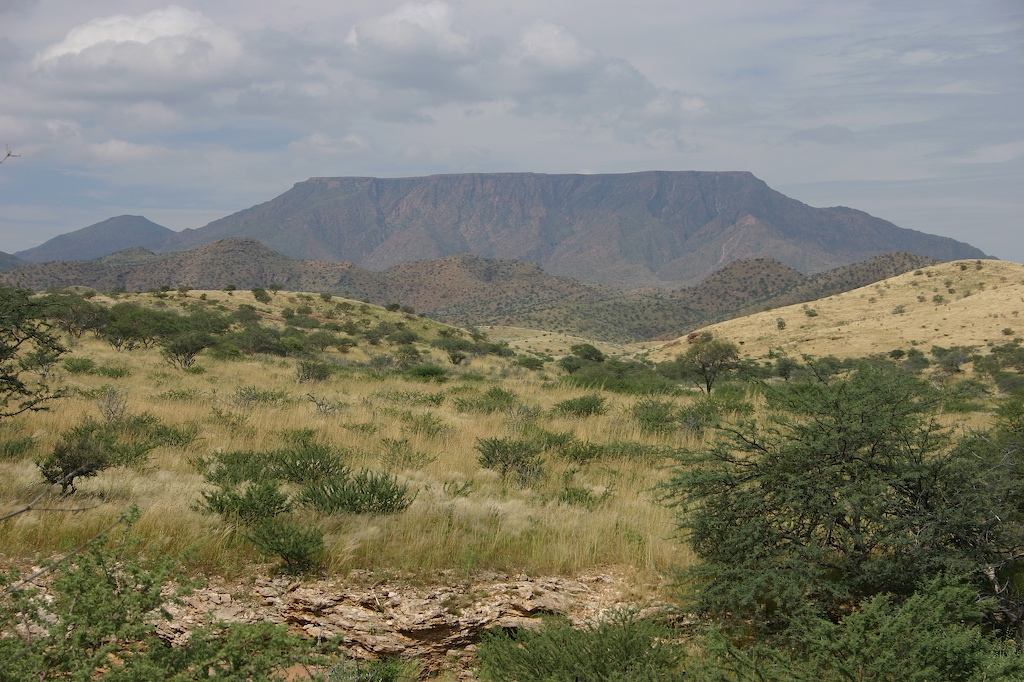
Mesa di Gamsberg in Namibia

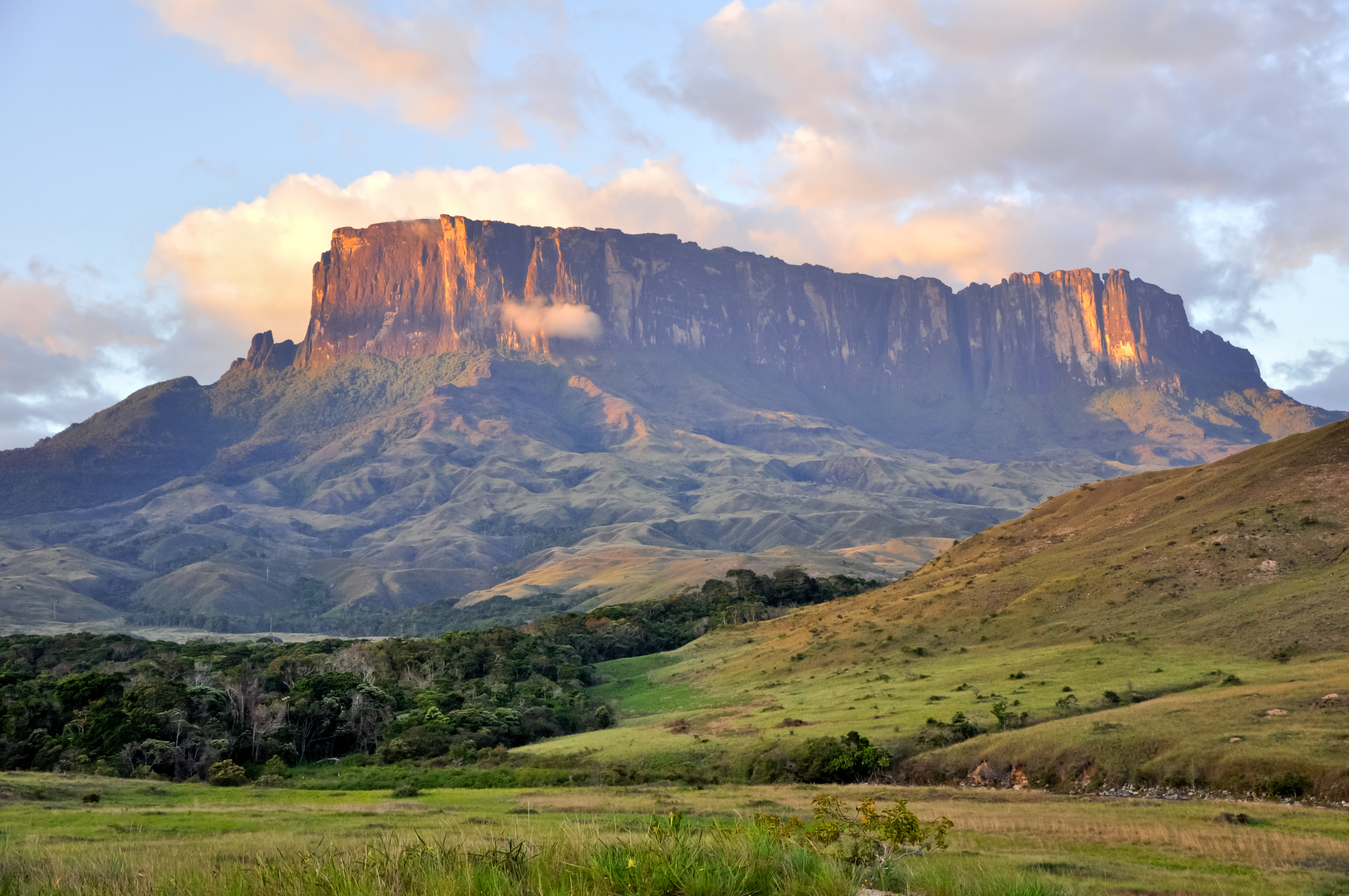
Monte Roraima in Venezuela

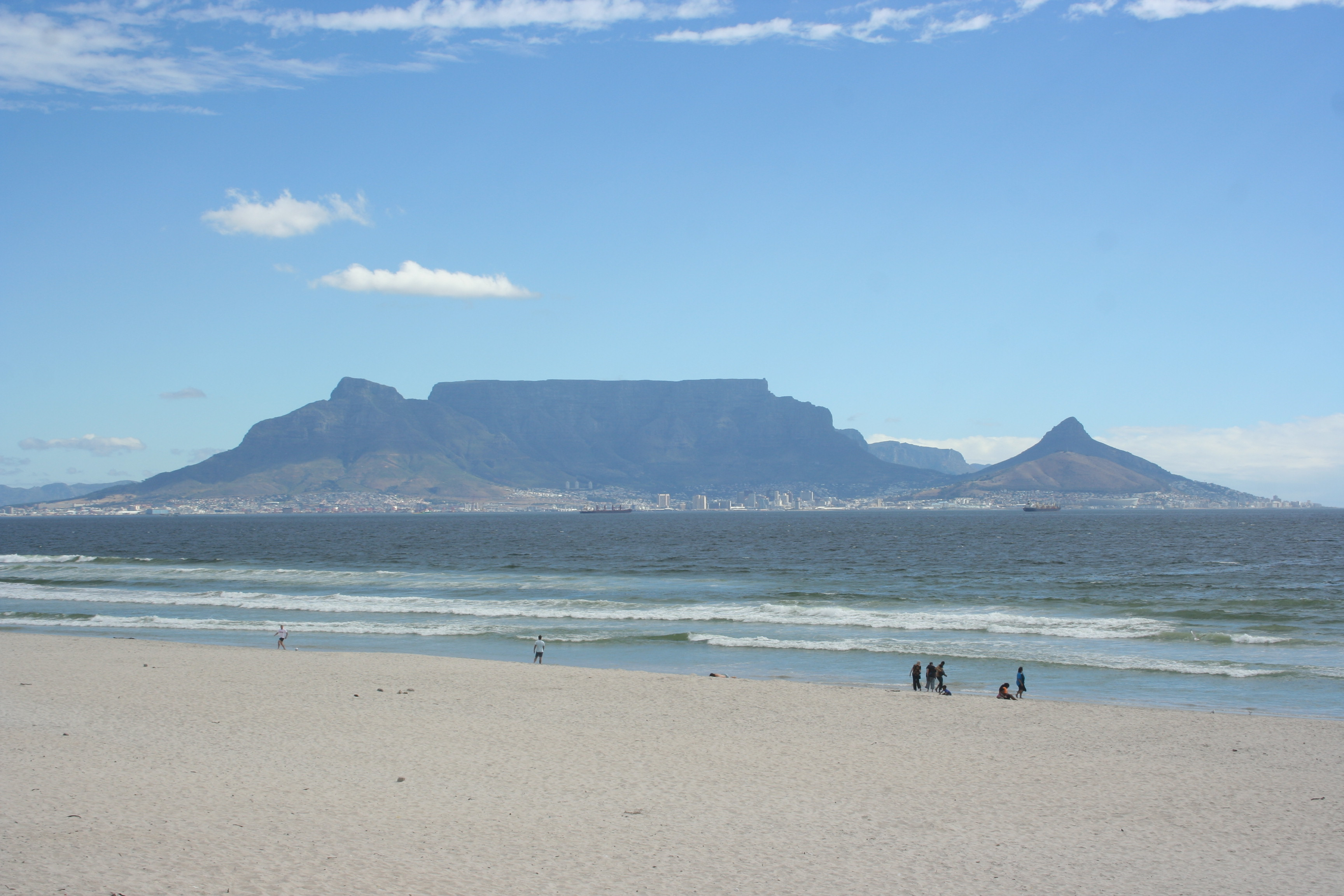
La mesa di Città del Capo in Sudafrica

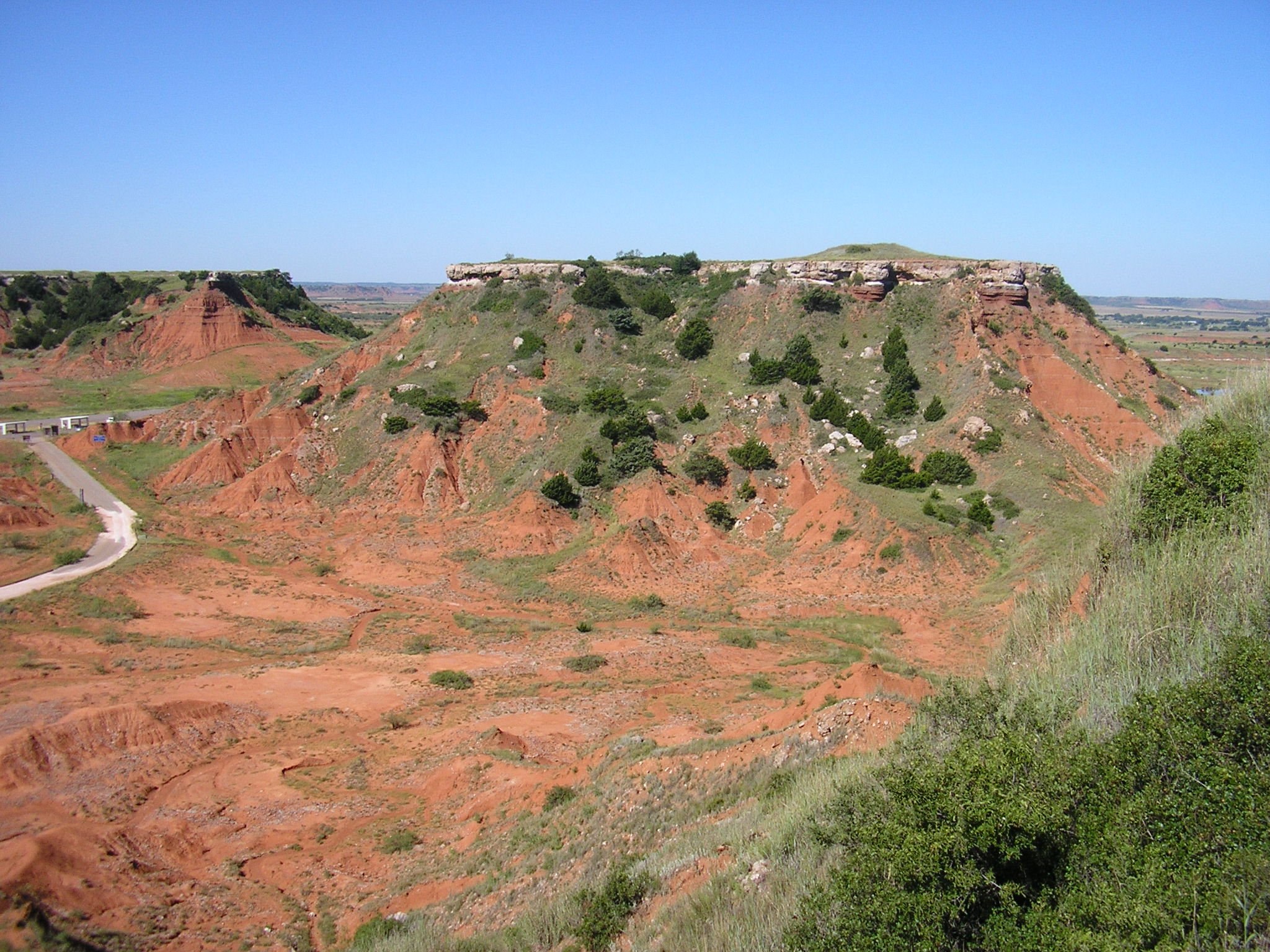
Mesa nelle Glass Mountains dell'Oklahoma occidentale

Le mesa si formano in zone dove le rocce vengono sollevate da movimenti tettonici. 
Le rocce più deboli vengono erose lasciando quelle più resistenti in punti più alti rispetto a ciò che le circondano, tramite il processo conosciuto come "erosione differenziale". In genere le rocce più resistenti che vanno a formare la mesa sono costituite da conglomerati, quarzite, lava solidificata. Le colate di lava, in particolare, formano la base piatta della mesa e sono molto resistenti all'erosione.
Le differenze di resistenza all'erosione dei vari strati di roccia fornisce alle mesa la propria forma particolare. Le rocce meno resistenti vengono erose dalla superficie e trasportate nelle valli, dove raccolgono acqua dalla zona circostante, mentre gli strati più duri rimangono nel luogo originario. Gli strati più resistenti formano i pendii o gli "scalini", mentre gli strati più morbidi formano rampe o curve tra i pendii. 
Formazioni rocciose simili alle mesa, ma più piccole, sono i butte, colline isolate dalla cima piatta.